# 16715 Trettenero
16715 Trettenero este un asteroid din centura principală de asteroizi.

## Descriere
16715 Trettenero este un asteroid din centura principală de asteroizi. A fost descoperit pe 20 octombrie 1995 la Observatorul San Vittore din Bologna. Asteroidul prezintă o orbită caracterizată de o semiaxă mare de 3,17 ua, o excentricitate de 0,18 și o înclinație de 9,3° în raport cu ecliptica.